# 대한민국 형법 제49조
대한민국 형법 제49조는 몰수의 부가성에 대한 형법총칙의 조문이다.

## 조문
제49조(몰수의 부가성) 몰수는 타형에 부가하여 과한다. 단, 행위자에게 유죄의 재판을 아니할 때에도 몰수의 요건이 있는 때에는 몰수만을 선고할 수 있다.

第49條(沒收의 附加性) 沒收는 他刑에 附加하여 科한다. 但, 行爲者에게 有罪의 裁判을 아니할 때에도 沒收의 要件이 있는 때에는 沒收만을 宣告할 수 있다.

## 참고 문헌
- 신이철, 형법총론, 경찰승진연구회, 2005. ISBN 9788988777886
- 조현욱, 형법총론강의, 진원사, 2008 ISBN 9788990904621
- 손동권, 형법총론, 栗谷出版社, 2011. ISBN 9788991830936